# Беспалов, Николай Егорович
Николай Егорович Беспалов (род. 21 мая 1939, Ахтубинск) — украинский историк, специалист в области истории Украины и России, картограф, краевед. Доктор исторических наук, профессор. Отличник образования Украины (2000).

## Биография
Николай Беспалов родился 21 мая 1939 года в посёлке Ахтуба Астраханской области в многодетной семье. Отец был путевым обходчиком, мать — домохозяйка. В 1948 году пошёл в школу, окончил её в 1955 году.
С 1955 по 1959 год учился в Астраханском мореходном училище по специальности техник-судомеханик.
С 1959 по 1962 год плавал на судах Каспийского рейдового пароходства.
С 1962 по 1967 годы учился в Московском государственном университете на историческом факультете. С 1967 по 1970 там же учился в аспирантуре. В 1970 году защитил кандидатскую диссертацию, в 1988 — докторскую.
С 1970 года работает в Донецком государственном университете: до 1971 года ассистентом, с 1971 по 1972 годы старшим преподавателем, затем доцентом и с 1995 года — профессором.
С 1995 по 1999 годы — зав. кафедры украинской истории и этнополитики, с 1999 года — зав. кафедры истории славян.

## Научная деятельность
Является соавтором учебного пособия для 10-11 классов «История родного края».
Был участником нескольких Всеукраинских и региональных конференций по историческому краеведению.
Автор более 100 научных работ, в том числе более 20 книг и монографий. Основные:
- Ленин и становление большевизма в освещении современной англо-американской историографии // История СССР.- 1970. — № 2
- Трудовая активность рабочего класса СССР в годы довоенных пятилеток в освещении англо-американской историографии // История СССР. — 1971. — № 1
- Рабочий классе СССР на современном этапе в освещении англо-американской историографии // История СССР. −1981. — № 1
- Ленинское учение о партии. Историография. — К.; Донецк, 1985
- Идейно-политическое укрепление партийных организаций Донбасса. — К., 1987 (в соавторстве)
- Политические партии России и Украины: Краткий исторический справочник. — Донецк, 1991 (в соавторстве)
- Донецький державний університет. — Донецьк, 2002 (в соавторстве)
- Становлення багатопартійної системи в сучасній Україні: історіографія проблеми // Історичні і політичні дослідження. — 2002.-№ 2.